# Tărâmul uitat de timp (roman)
Tărâmul uitat de timp (engleză The Land That Time Forgot) este un roman fantastic scris de prozatorul american Edgar Rice Burroughs, primul din trilogia Caspak. Ciorna pentru poveste a fost „U-Boat-ul pierdut”. Secvența a fost publicată pentru prima dată în Blue Book Magazine ca un serial în trei părți în numerele din august (vol. 27 # 4) , octombrie (vol. 27 # 6)  și decembrie (vol. 28 # 2)  1918. Trilogia completă a fost ulterior combinată pentru publicare sub formă de carte sub titlul primei părți de AC McClurg în iunie 1924. Începând cu edițiile  Ace Books din anii 1960, cele trei segmente au fost de obicei publicate ca romane scurte separate.

## Introducere
Începând ca o aventură pe mare pe timp de război, povestea lui Burroughs se dezvoltă în cele din urmă într-o poveste a lumii pierdute care amintește de romane precum O lume dispărută a lui Arthur Conan Doyle (1912) și Insula misterioasă a lui Jules Verne (1874) și O călătorie spre centrul Pământului  (1864). Burroughs introduce propria abordare postulând un sistem biologic unic pentru lumea sa pierdută, în care progresul lent al evoluției în lumea exterioară este recapitulat ca o chestiune de metamorfoză individuală. Acest sistem este indicat doar în Tărâmul uitat de timp; prezentat ca un mister a cărui explicație este elaborată treptat pe parcursul următoarelor două romane, formând un element tematic care servește la unirea a trei povești destul de slab interconectate.

## Rezumat
Acțiunea romanului este plasată în Primul Război Mondial și începe cu un manuscris ce relatează povestea principală și care este recuperat dintr-un termos de pe coasta Groenlandei . Se pretinde a fi povestea lui Bowen J. Tyler, un pasager american a cărui ambarcațiune este scufundată în Canalul Mânecii, în 1916 de un submarin german U-33 . El și o femeie pe nume Lys La Rue sunt salvați de un remorcher britanic. Remorcherul este, de asemenea, scufundat, dar echipajul său reușește să captureze submarinul când apare la suprafață. Din păcate, toate celelalte nave britanice continuă să considere submarinul drept un dușman prin urmare aceștia nu reușesc să îl aducă în port. Sabotarea echipamentului de navigație duce la rătăcirea lor în Pacificul de Sud. Echipajul german preia înapoi controlul submarinului și începe un raid, însă este capturat din nou de britanici. Un sabotor continuă să devieze cursul submarinului și până să realizeze ajung în apele Antarcticii.
Rezervorul de combustibil al submarinul U-33 ajunge pe terminate în timp ce sabotorul neamț Benson otrăvește proviziile . O insulă mare înconjurată de stânci este observată și identificată ca fiind Caprona, o masă terestră raportată pentru prima dată de exploratorul italian fictiv Caproni în 1721 a cărei locație a fost ulterior pierdută. Un curent de apă dulce îi determină pe membrii submarinului să navigheze către un pasaj subteran, în speranța de a reumple proviziile de apa potabilă. Submarinul se ridică la suprafață deodată într-un râu tropical plin de creaturi primitive dispărute care îi atacă ceea ce îi determină să se scufunde din nou și să navigheze în amonte în căutarea unui port mai sigur. Intră într-o mare termală interioară, în esență un lac imens în interiorul unui crater, a cărui căldură susține climatul tropical al Capronei. Pe măsură ce submarinul navighează spre nord de-a lungul căilor navigabile ale insulei, clima se schimbă, iar viața sălbatică suferă o evoluție aprent progresivă.
Pe malul lacului echipajul construiește o bază, numită Fortul Dinozaur datorită faunei preistorice a zonei. Britanicii și germanii sunt de acord să lucreze împreună sub comanda lui Tyler și a lui Bradley, partenerul acestuia de pe remorcher, ca secund iar Von Schoenvorts comandantul de drept al submarinului să preia comanda germanilor. Naufragiații sunt atacați de o hoardă de oameni preistorici însă îl iau prizonier pe Ahm, un om din Neanderthal . Ei află că numele nativ al insulei este Caspak. Von Schoenvorts și Olson descoperă în cursul unei expediții de vânătoare petrol pe insulă, pe care speră să-l rafineze în combustibil pentru submarin. Pe măsură ce organizează operațiuni, Bradley întreprinde diverse misiuni de explorare. În timpul absenței sale, Lys este răpită, iar germanii fug cu submarinul.
Tyler îi părăsește pe ceilalți supraviețuitori să o caute și să o salveze pe Lys. O serie de aventuri are loc între diferite grupuri de primitivi, fiecare reprezentând un stadiu diferit de avansare umană, așa cum este reprezentat de armele lor. Tyler o salvează pe Lys dintr-un grup de Sto-lu (oameni cu topoare), iar mai târziu ajută la evadarea unei femei din gruparea Band-lu (oameni cu lănci) către Kro-lu (oameni cu arcuri și săgeți). Lys dispare din nou, iar descoperirile întâmplătoare ale mormintelor a doi bărbați din expediția lui Bradley îl lasă pe Tyler deznădăjduit despre soarta acelui echipaj. Incapabil să-și găsească drumul înapoi la Fortul Dinozaur, el ajunge la bariera de stânci de pe marginea insulei într-o speranță zadarnică de zări o navă care ar putea trece pe acolo. Improbabil  reunit cu Lys, construiește o casa împreună cu ea, completează relatarea aventurilor pe care le-a scris și o aruncă în mare în termosul său.

## Personaje

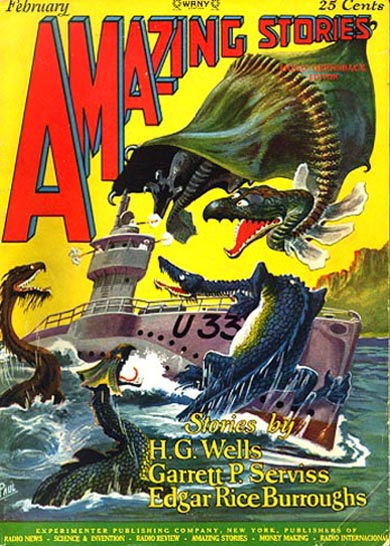
Tărâmul uitat de timp a fost serializat în Povești uimitoare câțiva ani după publicarea cărții

- Bowen J. Tyler - Eroul principal, coasociat la firma tatălui său, constructori de nave, specializați în submarine pentru Germania, Anglia, Franța și Statele Unite.
- Lys La Rue - partenera lui Bowen
- Nobbler - fox-terrierul din Airedale, câinele fidel al lui Bowen
- Baronul Friedrich von Schoenvorts - comandantul de submarin german model U-33.
- Locotenent John Bradley - Aliatul lui Bowen.
- Olson - puternicul membru irlandez loial al echipajului britanic
- Ahm - neanderthalian originar din Caspak
- Benson - agentul german care sabotează echipamentul de navigație.
- Wilson - membru al echipajului britanic
- Whitely - membru al echipajului britanic

## Recepție
Floyd C. Gale recenzorul Galaxy, discutând despre o reeditare din 1963, a descris romanul ca fiind „o aventură pură, neobișnuită chiar și pentru un thriller ERB”. 

## Drepturi de autor
Drepturile de autor pentru această poveste au expirat în Statele Unite și, prin urmare, acum se află în domeniul public acolo. Textul este disponibil prin Project Gutenberg,  și ca o carte audio de la LibriVox . 

## Adaptări
Romanul a fost adaptat în filmul The Land That Time Forgot din 1974 sub conducerea lui Kevin Connor de către Amicus Productions . Filmul a fost un hit și a condus ecranizarea a încă două romane ale lui Burroughs, At the Earth's Core (1976), o adaptare a primei cărți din seria Pellucidar și The People That Time Forgot (1977) , o continuare directă a filmului bazat pe a doua carte a seriei Caspak. Toate cele trei filme au fost distribuite în Statele Unite de către American International Pictures .
O a doua adaptare cinematografică cu același nume, produsă de studioul american The Asylum, a fost lansată în 2009. A prezentat oameni din prezent care interacționează cu trupele celui de-al doilea război mondial pe o insulă misterioasă, preistorică, asemănătoare celei create de Burroughs. Acest element pare să fie influențat de seria DC Comics „ The War that Time Forgot⁠(d) ”, care a început în anii 1960.
În iulie 2016, editorul American Mythology Productions a lansat o continuare intr-o serie de banda desenate a scriitorului Mike Wolfer și a artistului Giancarlo Caracuzzo . Este interpretată de strănepoata lui Bowen J. Tyler, care conduce o expediție pentru a găsi Caspak. 

## linkuri externe
- Tărâmul uitat de timp la Standard Ebooks
- ERBzine.com C.H.A.S.E.R ENCYCLOPEDIA Entry for THE LAND THAT TIME FORGOT
- Edgar Rice Burroughs Summary Project page for The Land That Time Forgot
- The Land That Time Forgot carte audio din domeniul public la LibriVox

| Predecesor | Seria Caspak          | Succesor             |
| ---------- | --------------------- | -------------------- |
| -          | Tărâmul uitat de timp | Tribul uitat de timp |